# Стил арена
Стил арена или Стадион Ладислав Тројак је хокејашка дворана у Кошицама, у Словачкој. Капацитет дворане је 8.378. места. Користи је хокејашки клуб Кошице.
Дворана је отворена 24. фебруара 2006. године и њен капацитет је 8.350 места. Име је добила по компанији U. S. Steel Košice. Такође носи и име Ладислав Тројак, по словачком хокејашу који је био први Словак који је играо за Чехословачку и први Словак који је постао првак света. 
Стил арена је била домаћин Светског првенства у хокеју на леду 2011. године.